# Адуков, Магомед Султанович
Магомед Султанович Адуков (1910 — ?) — советский партийный деятель и деятель органов НКВД и МВД.

## Биография
Родился в с. Урма, впоследствии — Левашинского района (Дагестан) в семье агента по продаже швейных машин. Аварец.
Рано осиротел, до 1922 жил у родственников, затем воспитывался в детском доме.
Член ВКП(б) с сентября 1938 года.

## Образование
Образование: техническая школа в Буйнакске (1927); Тбилисский индустриальный институт (1931—1937).

## Трудовая деятельность
С ноября 1930 по сентябрь 1931 и с апреля 1937 по апрель 1939 года работал на фабрике им. III Интернационала в Махачкале: техник-механик, зав. электротехническим отделом. В апреле 1939 г. решением Дагестанского обкома партии направлен на работу в органы НКВД.

### В органах НКВД-НКГБ-МВД
- 29.04-20.06.1939 практикант НКВД Дагестанской АССР;
- 20.06.1939-03.1941 оперуполномоченный ЭКО НКВД Даг. АССР;
- 04-10 1941 начальник Ботлихского межрайонного и районного отделов НКГБ;
- 10.1941-03.1942 и. о. начальника, начальник Буйнакского горотдела НКВД;
- 03.-11.1942 начальник Кайтагского райотдела НКВД Даг. АССР;
- 11.1942-03.1943 оперуполн. НКВД Даг. АССР;
- 03.-09.1943 зам. начальника отделения НКВД Даг. АССР;
- 09.1943-11.1944 нач. 2 отд-я ОББ НКВД Даг. АССР;
- 25.11.1944-11.1945 учёба в Высшей школе НКВД СССР;
- 11.1945-02.1947 нач. отд-я ОКР НКВД-МВД Даг. АССР.

### На партийной работе
- 02.1947-07.1948 секретарь партбюро МВД Даг. АССР.

### В органах милиции
- 07.1948-17.03.1950 начальник Буйнакского горотдела МВД.

### На партийной работе
- 03.1950-10.1951 первый секретарь Буйнакского горкома ВКП(б);
- 29.10.1951-06.1952 инструктор отд. парт., профсоюзных и комсомольских органов ЦК ВКП(б);
- 07.1952-06.1953 первый секретарь Махачкалинского окружкома ВКП(б) — КПСС.

### В органах МВД-КГБ
- 16.06.-07.08.1953 зам. министра внутренних дел Даг. АССР;
- 07.08.1953-26.03.1954 министр внутр. дел Даг. АССР;
- 26.03.54-31.10.57 председатель КГБ при СМ Даг. АССР;
- с 31.10.57 по 1959 зам. пред. КГБ при СМ Даг. АССР.

В последующем — первый секретарь Кизилюртовского районного комитета КПСС. С 1961 до 1973 года председатель Дагестанского республиканского объединения «Сельхозтехника».
Затем, уже будучи на пенсии, работал директором завода железобетонных изделий, начальником сектора треста «Оргтехводстрой», директором треста «Овцепром».
Полковник госбезопасности (28.12.1956).

## Награды
Награждён орденами Отечественной войны I степени (08.03.1944); Трудового Красного Знамени; Красной Звезды; 4 медалями.